# Marnhagues-et-Latour

Marnhagues-et-Latour este o comună în departamentul Aveyron din sudul Franței. În 1 ianuarie 2022 avea o populație de 144 de locuitori.